# Buffalo Creek (Virginia Occidental)
Buffalo Creek es un área no incorporada ubicada dentro del Distrito Ceredo, una división civil menor del condado de Wayne (Virginia Occidental), Estados Unidos. Está catalogada como un asentamiento humano por la Junta de Nombres Geográficos de los Estados Unidos.
El número de identificación (ID) asignado por el Servicio Geológico de Estados Unidos es 1536620.

## Geografía
Se encuentra a una altitud de 167 metros sobre el nivel del mar (548 pies) según el conjunto de datos de elevación nacional.